# Mauro Joriatti
Mauro Ioriatti (Aldeno, 1º febbraio 1959) è un ex calciatore italiano, di ruolo difensore.

## Carriera
Ha disputato quattro campionati di Serie B con le maglie di Hellas Verona, SPAL e Pescara, per complessive 103 presenze fra i cadetti, senza reti all'attivo.